# 庫班河
45°20′N 37°24′E / 45.333°N 37.400°E

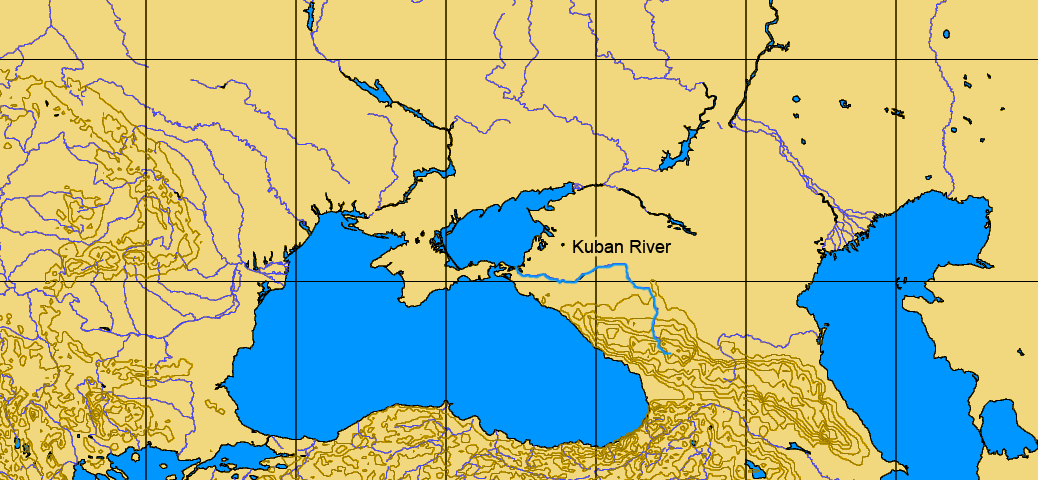
天藍色的河流為庫班河

庫班河（羅馬化：Kuban'，IPA：[kʊˈbanʲ]）是俄羅斯北高加索的一條河流。發源于大高加索山脉最高峰厄尔布鲁士峰附近，曲折向西、北流經卡拉恰伊-切爾克斯共和國、克拉斯諾達爾邊疆區、斯塔夫羅波爾邊疆區和阿迪格共和國，最後流入亞速海。
長870公里，流域面积约5.7万平方公里。大部分河段可通航。